# 克倫德特

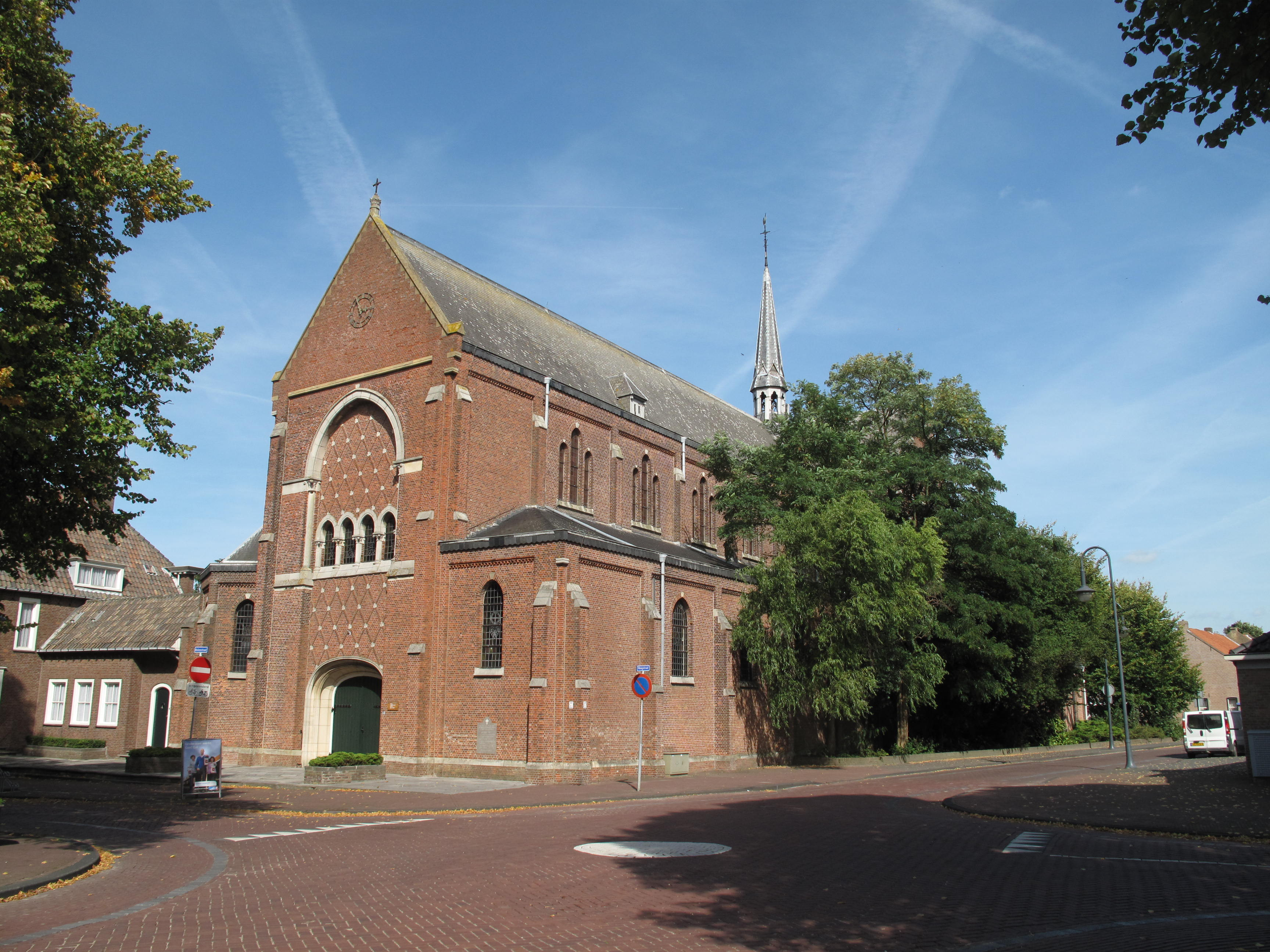

克倫德特'是荷蘭的城市，位於該國東南部，處於澤芬貝亨西北約3公里，由北布拉邦省負責管轄，鎮上的市政廳建於1621年，2012年人口5,751。
51°40′N 4°32′E / 51.667°N 4.533°E